# Hagby
Hagby è una località (tätort) della Svezia  sita nel comune di Kalmar. La cittadina sorge sulla strada che collega Kalmar a Blekinge

## Società

### Evoluzione demografica
Abitanti censiti